# Waldir Boccardo
Waldir Geraldo Boccardo (São Manuel, 28 de janeiro de 1936 — Rio de Janeiro, 18 de novembro de 2018), foi um jogador e treinador de basquetebol brasileiro.

## Biografia
Waldir Boccardo começou a carreira no São José. Depois jogou em clubes do Rio de Janeiro como Vasco da Gama, Flamengo e Botafogo. Integrou a seleção brasileira de basquete que sagrou-se campeã no Mundial de 1959 no Chile.
No ano seguinte, obteve a medalha de bronze olímpica nos Jogos Olímpicos de Roma.
Após se aposentar como jogador, foi treinador de várias equipes brasileiras e também assistente técnico da seleção brasileira, que ficou em terceiro lugar no mundial das Filipinas em 1978. Boccardo também se dedicou a palestras e cursos para reciclagem e capacitação de técnicos de basquetebol no Brasil.
No dia 18 de novembro de 2018, Waldir Boccardo morreu aos 82 anos de idade, no Rio de Janeiro, em decorrência de uma infecção generalizada.